# Броненосные крейсера типа «Дюк оф Эдинбург»
Броненосные крейсера типа «Дюк оф Эдинбург» — серия кораблей британского королевского флота, построенная в начале XX века. В королевском флоте числились крейсерами 1-го класса. Всего построено 2 единицы: «Дюк оф Эдинбург» (Duke of Edinburgh), «Блэк Принс» (Black Prince). Оба они принимали активное участие в Первой мировой войне. Предназначались главным образом для действий в качестве авангарда линейных сил.
Их усовершенствованной версией стали броненосные крейсера типа «Уорриор».

## Проектирование
На время их проектирования пришлись перемены во взгляде на использование броненосных крейсеров. Помимо выполнения прямых крейсерских обязанностей их, при более тяжёлом вооружении и защите, предполагалось задействовать как быстроходное крыло в составе линейного флота, ориентированное против германских «облегчённых панцирников» типа «Кайзер», типа «Виттельсбах» и «Фюрст Бисмарк». В эту пору традиционное британское противостояние с Францией и Россией быстро сменялось потеплением отношений перед лицом новой угрозы, исходившей от быстро растущего германского флота и, хотя новые броненосные крейсера могли с успехом использоваться в качестве защитников торговли, но и в составе броненосной эскадры они обладали значительной боевой ценностью, что никакой командующий не отказался бы от такого дополнения к своим броненосцем.
Оказалось, что крейсеров 1-го класса для непосредственного сопровождения эскадр не хватает. Последними крейсерами, которые были специально созданы для этой цели, были Эдгары. После их постройки прогремели бои Японо-китайской и Испано-американской войн, и появился опыт, что нужен броненосный крейсер, полностью соответствующий новым эскадренным броненосцем. Требование по вооружению: не менее четырёх 234 мм орудий в бортовом залпе и «наибольшее возможное» число 152 мм орудий в бортовом залпе, бронированию: пояс по ватерлинии максимально большой площади. Скорость хода 22,33 узла на восьмичасовых испытаниях.

## Конструкция

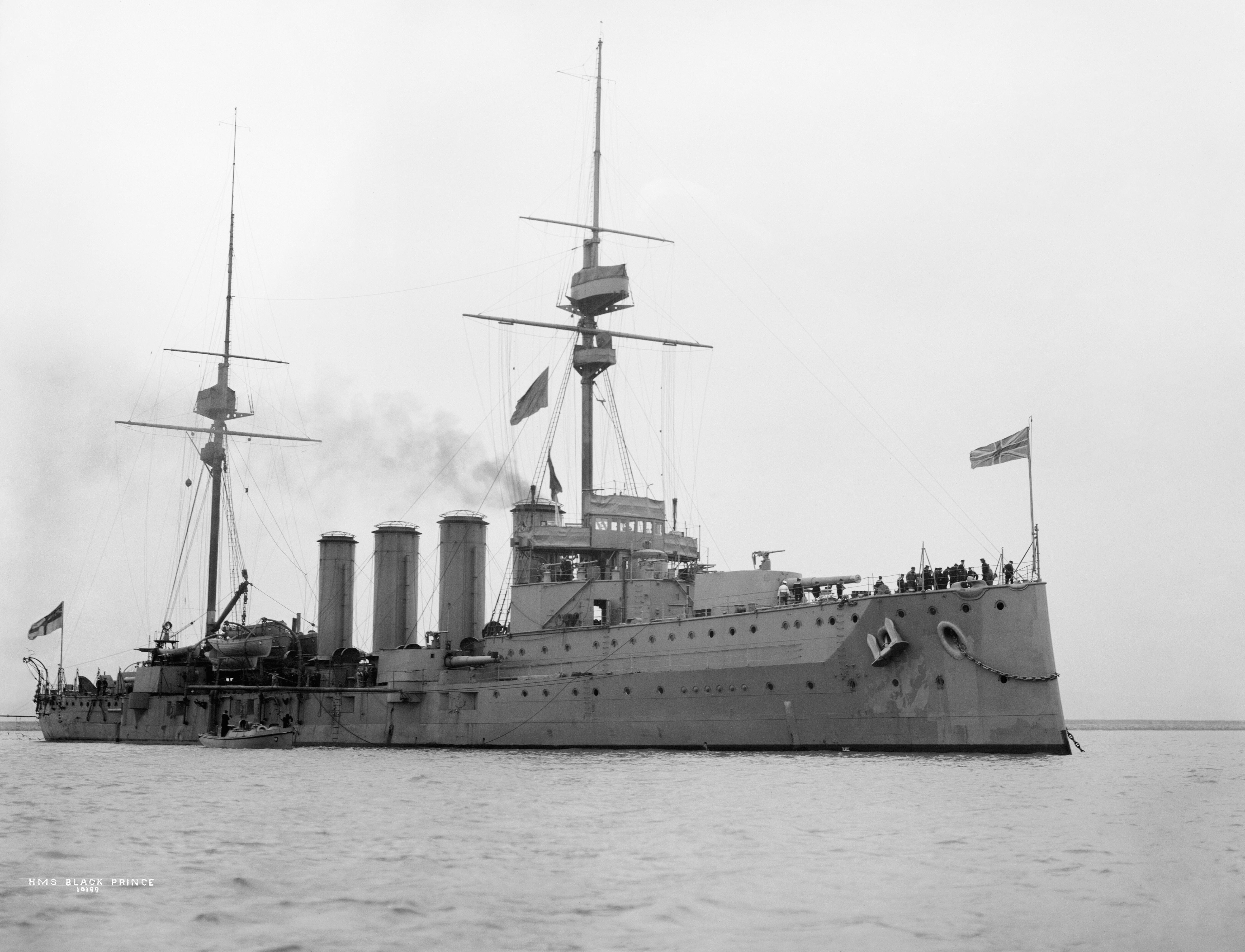
Блек Принц

Никаких ограничений при проектировании не было: «Британский флот всегда путешествует первым классом». Единственным ограничением размеров стали возможности доков и судостроительных предприятий.
Водоизмещение: нормальное 12 590 длинных тонн (12 790 т), полное 13 965 длинных тонн (14 189 т).
Длина: между перпендикулярами 480 футов (146,3 м), наибольшая 505 футов 6 дюймов (154,1 м). Ширина: наибольшая по конструктивной ватерлинии 22,4 м. Осадка по конструктивной ватерлинии 26 футов 6 дюймов (8,1 м) в носу и 27 футов 6 дюймов (8,4 м) в корме. Крейсера проектировались более чем на 2500 длинных тонн больше, чем тип «Девоншир», но недогруз составил почти 1000 тонн и это был своего рода рекорд.

### Корпус
Продолжая борьбу за малозаметность и малоуязвимость, корпус в корме понизили на одну палубу. Настройки сократили по максимуму — вентиляционные кожухи стояли прямо на палубе. Высота дымовых труб не превышала уровня крыши штурманской рубки, но спустя несколько лет их нарастили на 1,8 м, чтобы избежать задымления мостиков и рубок при попутном ветре.

### Силовая установка
Крейсера оснащены двумя 4-цилиндровыми машинами тройным расширения, каждая приводила в действие свой вал, которые имели общую мощность 23 000 индикаторных лошадиных сил (17 150 кВт) и были рассчитаны на максимальную скорость 22,33 узла (42 км / ч). Машины приводились в действие 20 водотрубными котлами Babcock & Wilcox и шестью цилиндрическими котлами. Запас топлива: 2150 дл. тонн угля и 600 дл. тонн нефти, которая распыляется на уголь. Полного запаса топлива хватало на 8130 морских миль (15 060 км) на ходу 10 узлов (19 км / ч). Корабли на испытаниях превысили контрактную скорость и могли идти 22,5 узловым ходом 8 часов. «Блэк Принс» стал одним из первых крейсеров, у которых для более интенсивного процесса горения топлива сверху слоя горящего угля производилось разбрызгивание нефти — в это время у него, из труб валили огромные клубы дыма.

### Бронирование
Крупповская броня. Главный броневой пояс 152 мм длиной 79,3 м, над ним верхний, верхняя кромка двух поясов возвышалась над ватерлинией на 4,42 м, нижняя опускалась 1,47 м ниже неё. Торцы цитадели защищались 152 мм траверзами. Орудия в батарее разделялись короткими 51-мм переборками. Толщина пояса по ватерлинии в носу уменьшалась до 102 мм, в корме до 76 мм. Верхняя броневая палуба имела в пределах цитадели толщину 18 мм, в оконечностях 25 мм; нижняя — 19 мм, за исключением участка над рулевым приводом, где её толщина увеличивалась до 38 мм. Защита башен: 114—191 мм, барбетов — 76-152 мм. Броня была распределена из принципа «равноценного бронирования» — что бы снаряд летящий в корабль с любого направления встречал броневую преграду одинаковой стойкости. Защита была рассчитана на противостояние бронебойным снарядам до 164 мм, фугасным снарядам тех лет до 305-мм, хотя пара 19 мм палуб в пределах цитадели было явно недостаточно. Крейсера имели отличные шансы уцелеть от большинства попаданий 190-203-мм снарядов. Общая масса брони 3075 тонн. В целом по сравнению с «Дрейками» имели более сильное вертикальное бронирование и более слабое горизонтальное.

### Вооружение
234-мм орудия в башнях оснащались и гидравлическим, и ручным приводом. Установки имели угол возвышения до 15°, что обеспечивало для 170 кг снарядов максимальную дальность 14 200 м, боезапас 600 снарядов. Бортовые установки могли вести продольный огонь, но из-за возможности повреждения корпуса, в мирное время из них не вели огонь 30-градусных секторов по носу и корме. 234-мм орудие выпускало 2,84 снаряда в минуту (один снаряд через 21 с) весом 172,5 кг, что составляло 490 кг металла в минуту, в то время как 305-мм орудие образца 1906 г. выпускало 0,81 снаряда в минуту (один снаряд через 74 с) весом 386 кг, что составляло 312,7 кг металла в минуту. Если об орудии меньшего калибра судить по этому сравнению, то его залп в единицу времени выпускал почти в 1,3 раза больше металла, чем 305-мм орудие. 6" батарея располагалась слишком низко, чтобы иметь возможность вести огонь при любой погоде, фактически эти орудия могли действовать только на средних ходах и идеально тихом море. Расположение среднекалиберной артиллерии было даже хуже чем на «Дрейках». Противоминная артиллерия из 47-мм пушек Виккерса была бесполезна против миноносцев даже в 300—400 тонн.
| Орудие                               | 9.2"/46,7 Mark Х | 6"/50 Mark XI | 24 cm SK L/40 | 15 cm SK L/40 |
| ------------------------------------ | ---------------- | ------------- | ------------- | ------------- |
| Год начала эксплуатации              | 1900             | 1906          | 1898          | 1898          |
| Калибр, мм                           | 234              | 152           | 240           | 150           |
| Длина ствола, калибров               | 46,7             | 50            | 40            | 40            |
| Скорострельность, выстрелов в минуту | 3 — 4            | 5 — 7         | 1             | 5 — 6         |
| Углы склонения                       | -5°/+15°         | -7°/+15°      | −5°/+30°      | -7°/+20°      |
| Тип заряжания                        | картузное        | картузное     | картузное     | картузное     |
| Вес снаряда, кг                      | 172,4            | 45,3          | 140           | 40            |
| Начальная скорость, м/с              | 847              | 895           | 836           | 800           |
| Максимальная дальность стрельбы, м   | 14 170           | 13 085        | 16 900        | 13 700        |

## Модернизации
В марте 1916 года орудийные порты на средней палубе заделали, а шесть 152 мм орудий перенесли на верхнюю палубу. В мае 1917 года на полубак «Дюк оф Эдинбурга» добавили две 152 мм пушки. Фок-мачта судна была перестроена в мачту-треногу, чтобы поддерживать вес директора управления огнём, вероятно, добавленного в 1917 году.

## Служба
- «Блэк Принс»: заложен в июне 1903, спущен на воду ноябре 1904, вступил в строй в марте 1906 года, включён в состав 2-й крейсерской эскадры Атлантического флота. Во время большой реорганизации флота, в 1909 году, переведён в 5-ю крейсерскую эскадру. В 1912 году был направлен на Средиземное море. Потоплен в ночь после Ютландского сражения, погибло 857 человек[7].
- «Дюк оф Эдинбург»: заложен феврале 1903, спущен на воду июне 1904, вступил в строй в январе 1906 г., включён в состав 5-й крейсерской эскадры Флота Метрополии. Участвовал в Ютландском сражении. Впоследствии участвовал в эскортировании атлантических конвоев. Исключён из списков флота в 1919 году[12].

## Оценка проекта
Выяснилось, что разведку лучше выполняют большие мореходные эсминцы и турбинные крейсера начиная с типа «Бристоль». Защиту торговых путей обеспечили полной закупоркой германского флота в Северном море. В качестве быстроходного крыла линейного флота они подвергались смертельной опасности, что и показал Ютландский бой. Только для конвойной службы в Атлантическом океане они подходили в самый раз.

## Комментарии
1. ↑  Все характеристики приведены по Ненахову Ю. Ю. Указ. Соч. С. 314.
2. ↑  Британцы исходили из принципа: «Если нечто выглядит как броненосец, плавает как броненосец и стреляет как броненосец, то это, вероятно, броненосец и есть.»
3. ↑  практическая боевая скорострельность 2 выстрела в минуту
4. ↑  практическая боевая скорострельность 2 выстрела в 3 минуты